# یاندره

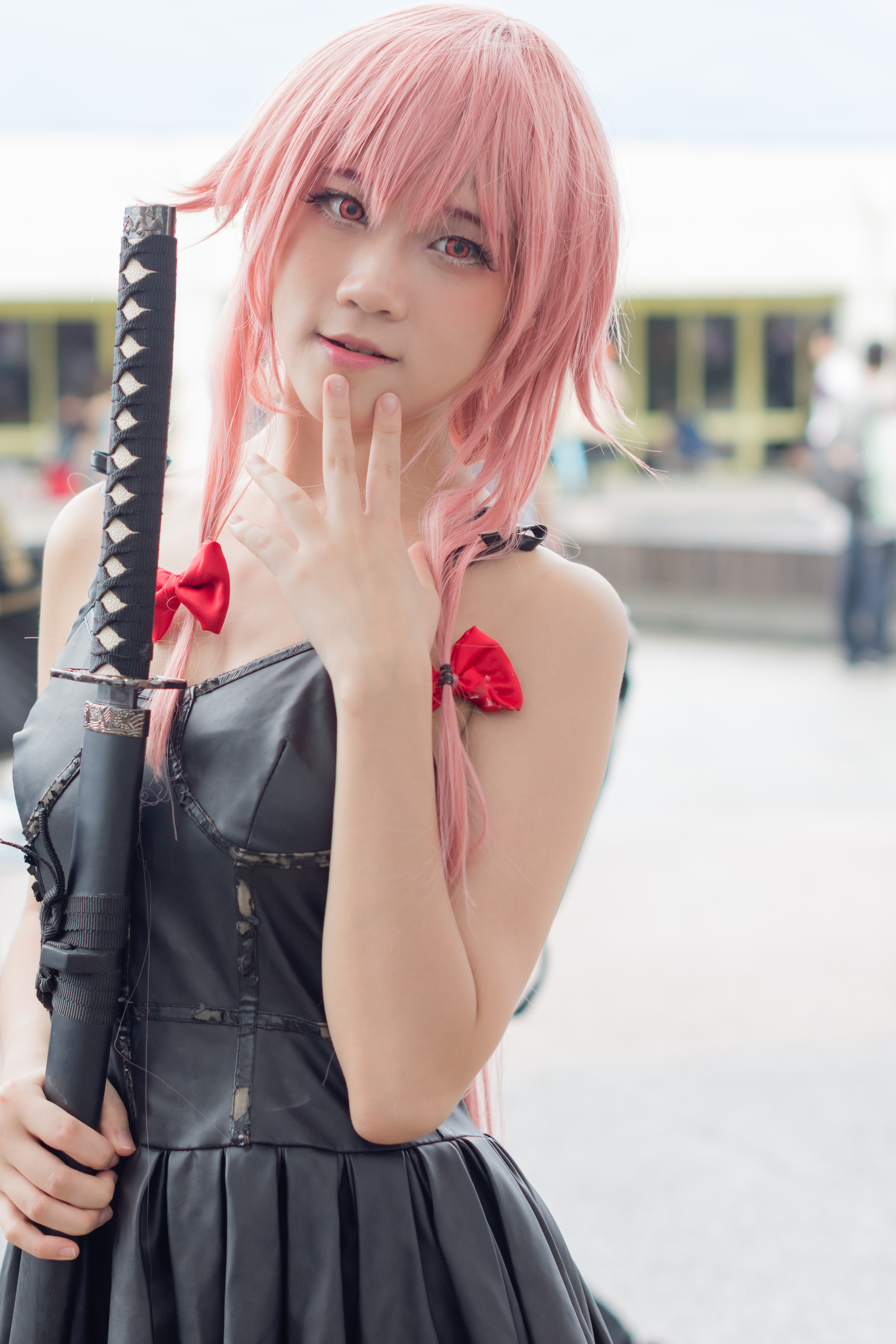
یاندِره (Yandere) شخصیتی در فرهنگ انیمه و مانگا است که معمولاً به‌عنوان فردی عاشق‌پیشه اما به شدت وسواسی و گاهی خطرناک توصیف می‌شود. این شخصیت‌ها در ظاهر مهربان، دلسوز و وفادار به نظر می‌رسند، اما عشق و وابستگی بیش از حدشان به شخص مورد علاقه‌شان می‌تواند به رفتارهای غیرمنطقی، کنترل‌گرانه یا حتی خشونت‌آمیز منجر شود. یک چاقو یا شمشیر در دستش برق زد، نه برای تهدید، بلکه انگار بخشی از وجودش بود. «ما همیشه با هم خواهیم بود… مگه نه؟»

یاندره (به ژاپنی: ヤンデレ) یکی از انواع شخصیت‌هایی است که در فرهنگ پاپ ژاپن تنظیم شده است. اصطلاح «یاندره»؛ با ترکیب کلمه (病んでる Yanderu)به معنی بیماری و با ترکیب (デレデレ Deredere) به معنی دوست داشتن و عاشق شدن، شکل گرفته‌است.
به‌طور کلی، این به شرایط شخصیتی مبتلا به بیماری روانی مربوط می‌شود که شخصیت دیگری را دوست داشته یا عاشق آن شود. به تعبیری باریک‌تر، موقعیتی را توصیف می‌کند که شخصیتی که عاشق شده‌است به دلیل عشق بیش از حد به طرف مقابل، دچار مشکلات روانی می‌شود.

## مشخصات کلی
در حالی که نوع Yandere ایجاد شده، از یک بیماری روانی واقعی الهام نگرفته‌است و هیچ منبع پزشکی نیز ندارد. نوع Yandere قبل از ورود به انیمه، مانگا و سایر عناصر فرهنگ پاپ ژاپن در بازی‌های رایانه ای نشات می‌گرفت. این نمونه سازی است که در خلال ایجاد نوع‌شناسی شخصیت‌ها توسط بازیگران و منتقدان بازی پدید آمده‌است. شخصیت‌ها معمولاً دختران نوجوان هستند و در حالت پارافلیا (انحراف جنسی) یا اختلال دو قطبی (افسردگی جنون) به تصویر کشیده می‌شوند. کلمات یامیکا (病 み 化: بیمار شدن)، یامیکا (闇 化: سقوط در تاریکی) و کوروکا (黒 化: سیاه شدن) برای توصیف انتقال از یک حالت طبیعی به یک حالت یاندره استفاده می‌شود. این حالت افراطی عاشقانه بودن شخصیت‌ها و ابراز احساسات آنها به عزیزانشان و عزیزانشان بسیار مورد توجه طرفداران است.
با این حال، تعریف آن هنوز در حال تغییر است و ممکن است با توجه به شخصی که از آن استفاده می‌کند، معنی آن تغییر کند. یکی از این کاربردها توصیف شخصیتی است که دارای مشکلات روانشناختی است به دلیل وجود این مشکلات یک شخصیت moe(شیرین، ناز) است. به عنوان مثال می‌توان به شکست روانی شخصیت Asuka در انیمه Neon Genesis Evangelion اشاره کرد. تعریف دیگر «شخصیتی است که دوست دارد دیوانه شود». یاندره بعضی اوقات می‌توانند واکنش خشونت‌آمیزی نشان دهند، که می‌تواند بیش از حد باشد و طرف مقابل را بکشد. شخصیت Yuna Gasai در انیمه Mirai Nikki مثال خوبی است. او برای محافظت از شخصیت مورد علاقه خود، یوکیترو آمانو، یا جلوگیری از تلاش برای بین بردن کسانی که به او علاقه من می‌شوند، هر کسی را که به او برخورد می‌کند زخمی می‌کند یا می‌کشد. با این حال، با یوکیترو، او به شخصیتی بسیار آرام و ملایم تبدیل می‌شود.

## توسعه تاریخی
استفاده از تعریف یاندره با منتشر شدن بازی School days در سال ۲۰۰۵ و مجموعه انیمه در همان سال منتشر شد، شروع و گسترش یافت از این تاریخ به بعد، انیمه‌ها، مانگاها و بازی‌ها در آنها یاندره ظاهر می‌شد، جلب توجه می‌کنند و تعداد آنها افزایش می‌یابد اگرچه شخصیت‌هایی با ویژگی‌های مشابه قبل از انتشار و تعریف یاندره در انیمه‌ها و مانگاها دیده می‌شدند با این حال، این ویژگی‌ها به عنوان یک رده شخصیت در نظر گرفته نمی‌شدند

## برخی از شخصیت‌های انیمه یاندره
- Gasai Yuno Mirai Nikki
- Ayano Aishi Yandere Simulator
- Ryoba Aishi Yandere Simulator
- Kotonoha Katsura from School Days
- Sekai Saionji School Days
- Catherine Catherine
- Hitagi Senjogahara Nisemonogatari
- Kimmy Howell No More Heroes 2
- Misa Amane Death Note
- Monika Doki Doki literature club